# 比亞斯河

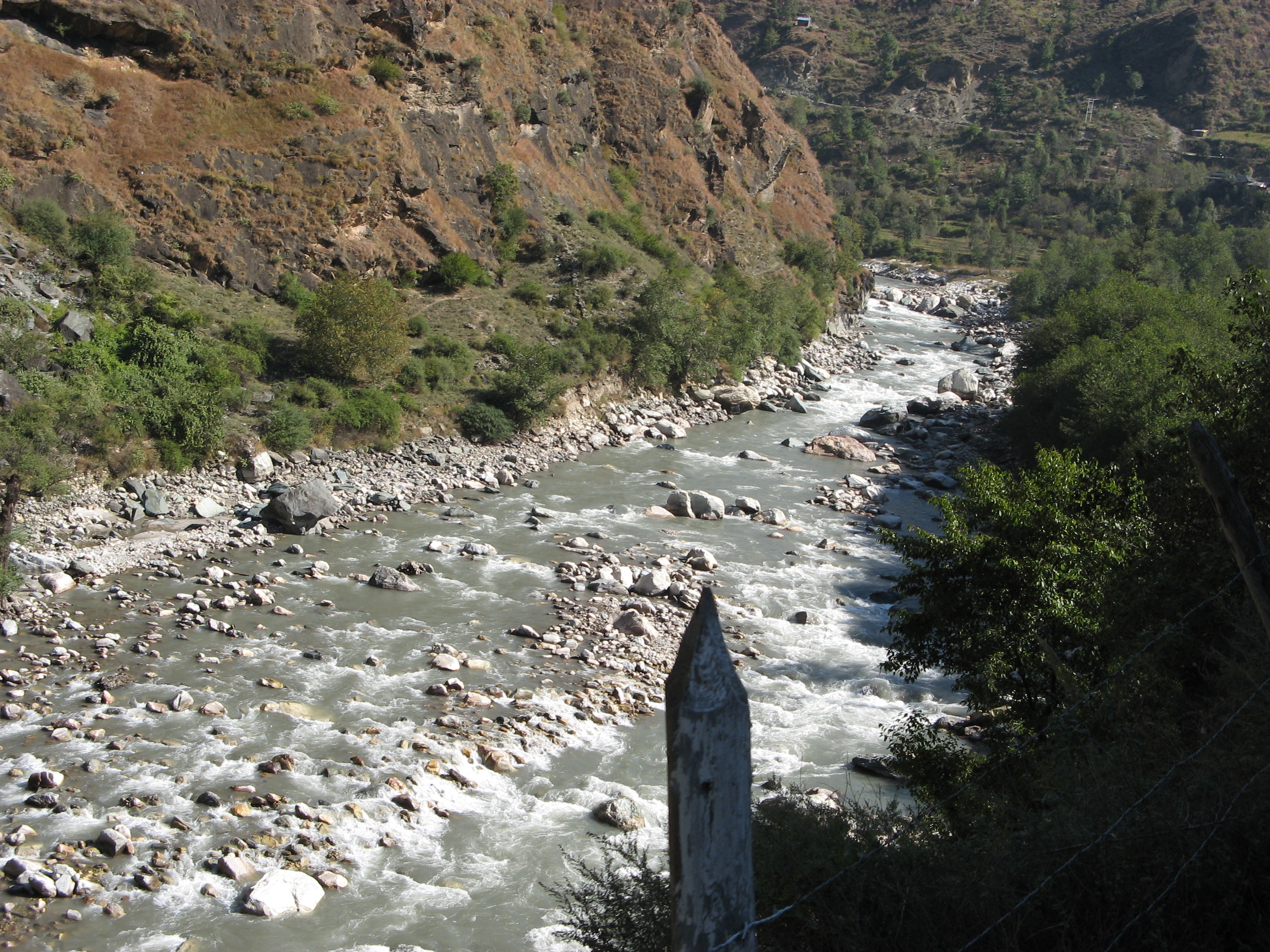

比亞斯河（英語：Beas River, 梵語： Vipasha），是印度的河流，位於該國北部，發源自喜马偕尔邦喜馬拉雅山脈比爾本賈爾嶺，流經喜馬偕爾邦和旁遮普邦与萨特萊杰河（上游為象泉河）汇合，河道全長470公里，流域面積20,303平方公里。

## 外部連結
- Himachal Pradesh
- Migratory birds find new lake in Himachal （页面存档备份，存于）